# ستارتايمز
ستارتايمز هي شركة إلكترونيات وإعلام صينية ذات تواجد قوي في أفريقيا جنوب الصحراء.تأسست في 1988.